# Pamela Zoline
Pamela Lifton-Zoline (* 20. Juni 1941), Geburtsname Pamela Zoline, auch Pamela A. Zoline und P. A. Zoline, ist eine US-amerikanische bildende Künstlerin und Science-Fiction-Autorin.

## Leben
Sie studierte am Barnard College der Columbia University, NYC und der Slade School of Art und am Department of Philosophy des University College London. Sie verstand sich als politische Künstlerin. Zoline lebte achtzehn Jahre in Großbritannien, vor allem in London. Danach zog sie mit ihrem Mann John Lifton nach Colorado, nach Telluride in den Südlichen Rocky Mountains. Sie haben drei Kinder.
The Heat Death of the Universe (Der Wärmetod des Universums), ihre erste veröffentlichte Kurzgeschichte, machte sie in Kreisen der britischen New Wave von Science Fiction bekannt. Die Künstlerin schrieb sie für Michael Moorcocks Magazin New Worlds, das sich damals als Ort für speculative fiction verstand; sie erschien in der ersten Nummer (July 1967, # 173) des Heftes mit dieser neuen Ausrichtung.
The Holland of the Mind (Das Holland des Geistes) erschien 1969 in Langdon Jones Anthologie The New S.F.
Mit ihren Kurzgeschichten gilt Zoline als wichtige Vertreterin der Slipstream-Literatur in der Science-Fiction.
Zoline ist mit Thomas M. Disch, John Sladek und anderen Science-Fiction-Autoren befreundet.

## Werk

### Kurzgeschichten
- The Heat Death of the Universe. In: New Worlds. Speculative Fiction, No. 173, July 1967. Repr.:
  - Best S.F. Stories from 'New Worlds' , Vol. 3. Michael Moorcock (Hrsg.), Panther, 1968. Repr.: Ace, 1970. Repr.: Berkeley Medallion (Jan.) 1970
  - England Swings SF. Judith Merril (Hrsg.), Doubleday, 1968
  - The Mirror of Infinity. A Critics' Anthology of Science Fiction. Robert Silverberg (Hrsg.), Canfield, 1970./ Harper & Row, 1970
  - Voyages: Scenarios for a Ship Called Earth. Rob Sauer (Hrsg.), 1971.
  - Decade. The 1960s. Brian W. Aldiss, Harry Harrison (Hrsg.), Macmillan London, 1977.
  - The New Women of Wonder. Pamela Sargeant (Hrsg.) 1978.
  - The Road to Science Fiction, Vol. 4. James E. Gunn (Hrsg.) 1982.
  - New Worlds. An Anthology. Michael Moorcock, Flamingo/Fontana 1983.

- The Holland of the Mind. In: The New S.F. Langdon Jones (Hrsg.), Arrow, London 1969; Repr. 1970. Repr.:
  - Strangeness: A Collection of Curious Tales. Thomas M. Disch und Charles Naylor (Hrsg.), Charles Scribner’s Sons, New York, Juni 1977. Repr. Strangeness. Dezember 1978.

- Sheep. In: Likely Stories. Bruce R. McPherson (Hrsg.), Treacle Press, New Patz, NY 1981

- Instructions for Exiting this Building in Case of Fire. In: Interzone Band 12, Summer 1985 (UK). Ounsley, David Pringle, Greenland (Hrsg.). Repr.:
  - Despatches from the Frontiers of the Female Mind, Jen Green, Sarah La Fanu (Hrsg.) Sept. 1985, The Women’s Press

- Busy about the Tree of Life. In: Pamela Zoline: Busy about the Tree of Life and Other Stories. The Women’s Press [Hutchinson, UK], (Januar) 1988. Dort zusammen mit ihren anderen vier Kurzgeschichten und einem Essay von Thomas M. Disch. In den USA unter dem Titel The Heat Death of the Universe and Other Stories. McPhrsons & Co., Kingston, NY 1988.

### Weitere Arbeiten
- Annika and the Wolves. Coffeehouse Press, 1985, Kinderbuch, 30 Seiten, ISBN 0-915124-91-2.

### Illustrationen
- Ronald Reagan, The Magazine of Poetry, No. 1 (mehr nicht erschienen), London 1967. Cover
- The Warlord of Saturn's Moons  1974. Textillustrationen